# Stadt Kassel
Stadt Kassel ist oder war der Name eines Fahrgast- und Eventschiffes, das zunächst in Berlin und später in Kassel im Einsatz war. 

## Geschichte
Das Schiff, 1928 bei Ertel in Woltersdorf gebaut, trug laut Kurt Groggert einst den Namen Kehrwieder. 1953 gehörte es dem Reeder Erich Fröhlich und war für 125 Personen zugelassen. Zwei Jahre später erfolgte laut Groggert ein Umbau samt Verlängerung auf der Wiese-Werft in Spandau. Die Kehrwieder war danach 25,27 Meter lang und 5 Meter breit und durfte nunmehr 210 Fahrgäste befördern. Fröhlich, der unterhalb der Kottbusser Brücke ansässig war, kaufte 1958 noch die Kehrwieder II hinzu. Vermutlich erhielt damals die erste Kehrwieder ihren Namenszusatz „I“. Eine weitere Kehrwieder, die Kehrwieder III, kam noch dazu, als Fröhlich 1961 von der Reederei Frost den BVG-Linienverkehr auf der Strecke Wannsee-Kladow übernahm. Auf einer 1961 gelaufenen Ansichtskarte wirbt Fröhlich mit der Ausstattung seiner Schiffe Kehrwieder I und Kehrwieder II und führt dabei Schlaraffia-Polstersitze, Liegestühle, Tonband- und Mikrofonanlagen auf. Die Kehrwieder I war laut dieser Werbekarte für 250 Fahrgäste zugelassen.
1968 besaß Fröhlich noch seine Kehrwieder I, die nunmehr für die Beförderung von 200 Personen zugelassen war, und die Kehrwieder II, die 400 Personen befördern durfte.
Später gelangte die erste Kehrwieder zur Reederei Söllner in Kassel, wo sie den Namen Stadt Kassel erhielt. Zeitweise – laut Schubert von 1982 bis 1986 – wurde sie auch auf dem Elbe-Seitenkanal genutzt.
Günter Benja gibt für die Stadt Kassel eine Länge von 25 Metern, eine Breite von 5,1 Metern und einen Tiefgang von 0,8 Metern an. Das Schiff war laut Benja 1975 immer noch für die Beförderung von 200 Personen zugelassen und konnte mit seinem 175-PS-Motor eine Geschwindigkeit von 15 km/h erreichen. Benja nennt aber als Bauwerft die Wiese-Werft und als Baujahr das Jahr 1939. Eventuell basieren diese Daten auf einem Umbau des Schiffes. – Die Personen-Schiffahrt Karl Söllner besaß 1975 neben der Stadt Kassel noch die große Herkules, die Bärbel und die Gisela.
Schubert gibt etwas andere Daten an als Benja. Sie stimmen eher mit denen Groggerts überein. Auch Schubert geht davon aus, dass das Schiff bereits 1928 bei Ertel in Woltersdorf gebaut wurde und bis 1970 den Namen Kehrwieder trug. Die Kehrwieder wurde nach Schubert mehrmals umgebaut: 1955 wurde sie auf der Wiese-Werft, wie auch Groggert referiert, auf 25,27 Meter verlängert, 1980 erfolgte ein weiterer Umbau in Bodenwerder und 1987 nochmals eine Umgestaltung auf der Lux-Werft in Mondorf. Das Schiff war zu Schuberts Zeiten noch als Fahrgastschiff bei der Personenschiffahrt K. & K. Söllner GmbH in Kassel im Einsatz. Für das Jahr 2000 gibt Schubert die Länge des Schiffes mit 27 Metern an, die Breite mit 5,5 Metern und den Tiefgang mit 1 Meter. Das Schiff soll damals mit 120 PS motorisiert gewesen und für 220 Fahrgäste zugelassen worden sein. Fotografien der Stadt Kassel aus dem Jahr 2014 zeigen das Schiff aber mit einem Schild, auf dem die Länge mit 25 Metern und die Breite mit 5,8 Metern angegeben wird.
Im Jahr 2019 befand sich die Stadt Kassel noch in Kassel, das Unternehmen war aber in erheblichen Schwierigkeiten. Es besaß damals noch neben der Stadt Kassel die Hessen. Seit einer Schleusensperrung im Jahr 2016 war aber Fahrgastschifffahrt auf der Fulda in Kassel nicht mehr möglich und ein Standbein der Reederei, seine Hessen als Lokalität für Trauungen anzubieten, wurde dem Unternehmen im Jahr 2019 entzogen.
Ein Verkauf der Stadt Kassel war schon 2012 geplant gewesen. In diesem Jahr diente das Schiff allerdings noch einige Monate lang als schwimmende „Plattform für Kunst, Wissenschaft und Lehre.“
Auf der Homepage der Personenschiffahrt K. & K. Söllner erscheint mittlerweile (Stand: März 2022) nur noch das Schiff Hessen. Die Stadt Kassel, so ist auf einer anderen Webseite zu lesen, steht „aus technischen Gründen [...] nicht mehr zur Verfügung.“